# Lijst van rijksmonumenten in Ellecom
De plaats Ellecom telt 14 inschrijvingen in het rijksmonumentenregister. Hieronder een overzicht.
| Object | Oorspronkelijke functie? | Bouwjaar                       | Architect      | Locatie                    | Coördinaten?                | Nr.?   | Afbeelding        |
| --- | ------------------------ | ------------------------------ | -------------- | -------------------------- | --------------------------- | ------ | ----------------- |
| Bernhalde | Woonhuis                 | 1845 (bouw) 1848 (vergroot)    |                | Binnenweg 45               | 52° 1' 56" NB, 6° 5' 25" OL | 18276  | Meer afbeeldingen |
| Huis Middendorp                                                                                                 | Kasteel, buitenplaats    | 1841                           |                | Binnenweg 57               | 52° 1' 58" NB, 6° 5' 30" OL | 42123  | Meer afbeeldingen |
| Boerderij met rieten wolfdak en in de voorgevel vensters met luiken en kleine roedenverdeling in de schuiframen | Boerderij                | mogelijk eerste kwart 19e eeuw |                | Binnenweg 61               | 52° 1' 59" NB, 6° 5' 31" OL | 42124  | Meer afbeeldingen |
| Boerderij onder met riet en pannen gedekt wolfsdak                                                              | Boerderij                | 18e eeuw                       |                | Binnenweg 32               | 52° 1' 52" NB, 6° 5' 10" OL | 42125  | Meer afbeeldingen |
| 'De oude pastorie'                                                                                              | Kerkelijke dienstwoning  | 1860-1861                      |                | Binnenweg 44               | 52° 1' 55" NB, 6° 5' 27" OL | 42126  | Meer afbeeldingen |
| 'Bouwhuis' | Boerderij                | 1637                           |                | Buitensingel 62            | 52° 1' 53" NB, 6° 5' 31" OL | 42127  | Meer afbeeldingen |
| Dorpskerk | Kerk en kerkonderdeel    | 12e eeuw                       |                | de Friedhof 6              | 52° 1' 54" NB, 6° 5' 32" OL | 42128  | Meer afbeeldingen |
| Hofstetten | Kasteel, buitenplaats    | derde kwart 19e eeuw           |                | Zutphensestraatweg 70      | 52° 2' 7" NB, 6° 5' 26" OL  | 42129  | Meer afbeeldingen |
| Notariswoning                                                                                                   | Woonhuis                 | 1890                           |                | Zutphensestraatweg 47      | 52° 1' 59" NB, 6° 5' 6" OL  | 519433 | Meer afbeeldingen |
| Borgh Keppel | Boerderij                | vroeg 15e eeuw                 |                | Eikenstraat 3              | 52° 1' 40" NB, 6° 4' 53" OL | 519439 | Meer afbeeldingen |
| Schildersatelier                                                                                                | Nijverheid               | 1897                           |                | Ds. G. Bosplantsoen bij 14 | 52° 2' 3" NB, 6° 5' 24" OL  | 519440 | Upload foto       |
| Hof te Dieren: Moestuin met hek                                                                                 | Tuin, park en plantsoen  | 1884-1885                      | Eduard Petzold | Kerkallee bij 2            | 52° 2' 8" NB, 6° 5' 50" OL  | 529441 | Meer afbeeldingen |
| Hof te Dieren: Boerderij                                                                                        | Boerderij                | 18e eeuw                       |                | Kerkallee 2                | 52° 2' 8" NB, 6° 5' 50" OL  | 529447 | Meer afbeeldingen |
| Hof te Dieren: Schuur                                                                                           | Opslag                   | 19e eeuw                       |                | Kerkallee 2                | 52° 2' 8" NB, 6° 5' 50" OL  | 529448 | Upload foto       |